# Bilibili
Bilibili (tiếng Trung: 哔哩哔哩, bính âm: bìlībìlī, còn gọi là B站; nghĩa đen: trang web B) là một trang web chia sẻ video xoay quanh chủ đề hoạt hình, truyện tranh và trò chơi của Trung Quốc, nơi người dùng có thể gửi, xem và bình luận về video. Bilibili sử dụng trình phát Adobe Flash hoặc HTML5, có thể chuyển đổi thủ công, để phát các video do người dùng tải lên được chính họ hoặc bên thứ ba lưu trữ. Ngoài ra, từ Bilibili còn bắt nguồn từ biri biri (biệt danh của Misaka Mikoto trong bộ anime Cấm thư ma thuật Index), do người sáng lập của Bilibili - Từ Dật - là fan của series này.
Với lượng truy cập tăng trưởng nhanh, bilibili đã quyết định mở rộng chủ đề của bản thân; bên cạnh các chủ đề truyền thống, hiện tại bilibili cung cấp các video thuộc nhiều lĩnh vực khác nhau, bao gồm âm nhạc, khiêu vũ, khoa học, công nghệ, giải trí, phim ảnh, kịch, thời trang, cuộc sống và cả phim quảng cáo. Ngoài ra, bilibili còn cung cấp dịch vụ phát trực tiếp, trong đó khán giả có thể tương tác với streamer.
Ngoài video, bilibili cũng cung cấp các trò chơi, chủ yếu là các trò chơi di động theo chủ đề ACG (hoạt hình, truyện tranh, trò chơi), như phiên bản tiếng Trung của Fate/Grand Order.
Lấy cảm hứng từ các trang web chia sẻ video Niconico và AcFun, người sáng lập bilibili, Từ Dật, đã tạo ra trang web nguyên mẫu đầu tiên là mikufans.cn sau khi tốt nghiệp đại học ba ngày. Ngày 24 tháng 1 năm 2010 anh đã khởi chạy lại trang web với tên mới là bilibili. Sau đó vào năm 2011, anh thành lập một công ty khởi nghiệp, Hangzhou Huandian Technology, để quản lý sự phát triển và hoạt động của bilibili.